# Anous
Genre

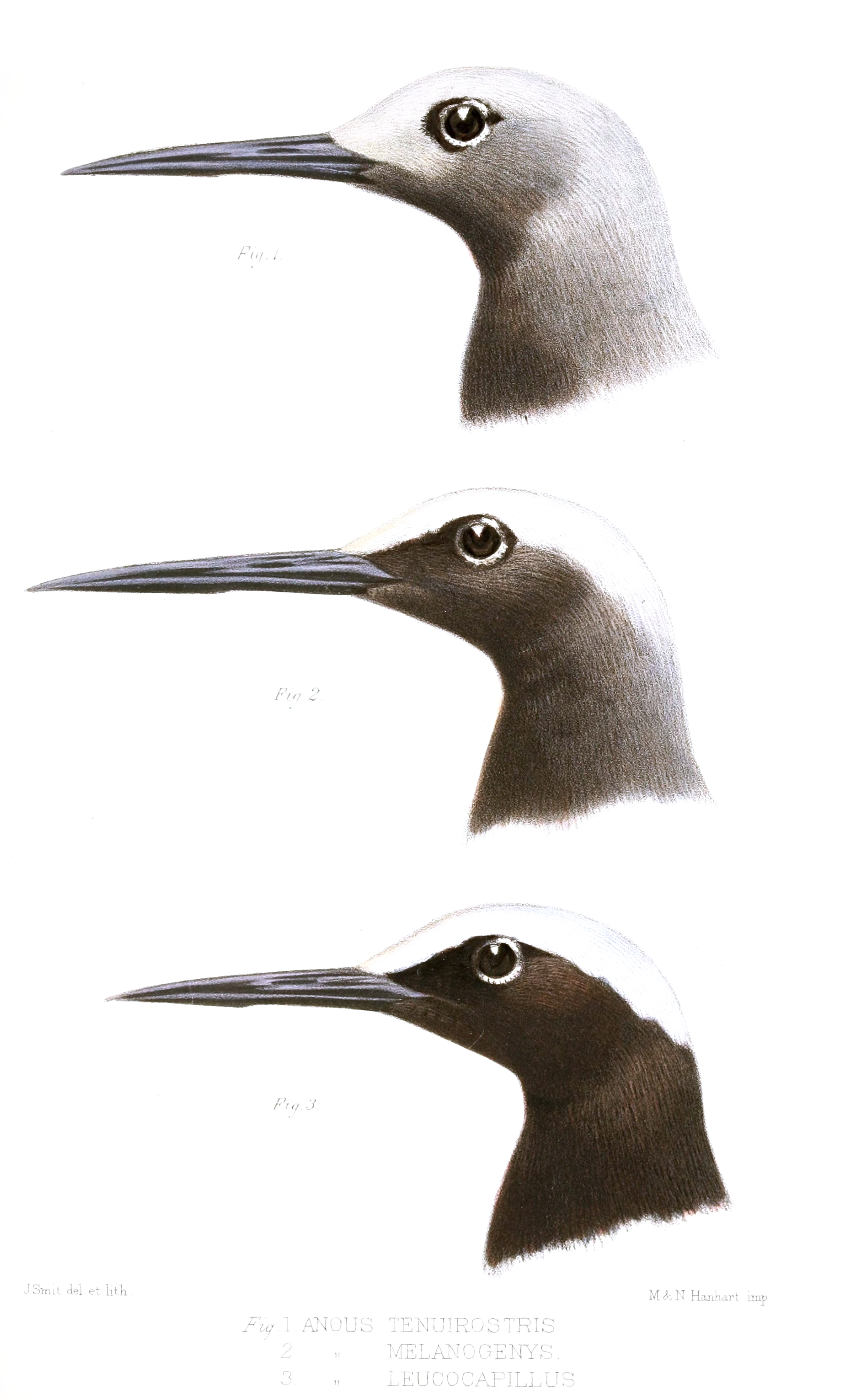
1. Anous tenuirostris
2. Anous minutus
3. Anous minutus minutus (sous-espèce du deuxième)

Anous est un genre d'oiseaux de la famille des Laridae qui comprend cinq espèces de noddis. Il se trouve à l'état naturel dans les zones à climat tropical,,,,.

## Liste des espèces
D'après la classification de référence (version 14.1, 2024) de l'Union internationale des ornithologues, il y a 5 espèces du genre Anous (ordre philogénique) :
- - Anous stolidus (Linnaeus, 1758) — Noddi brun ;
  - Anous tenuirostris (Temminck, 1823) — Noddi marianne ;
  - Anous minutus Boie, F, 1844 — Noddi noir ;
  - Anous albivitta (Bonaparte, 1856) — Noddi gris ;
  - Anous ceruleus (Bennett, FD, 1840) — Noddi bleu ;

## Galerie

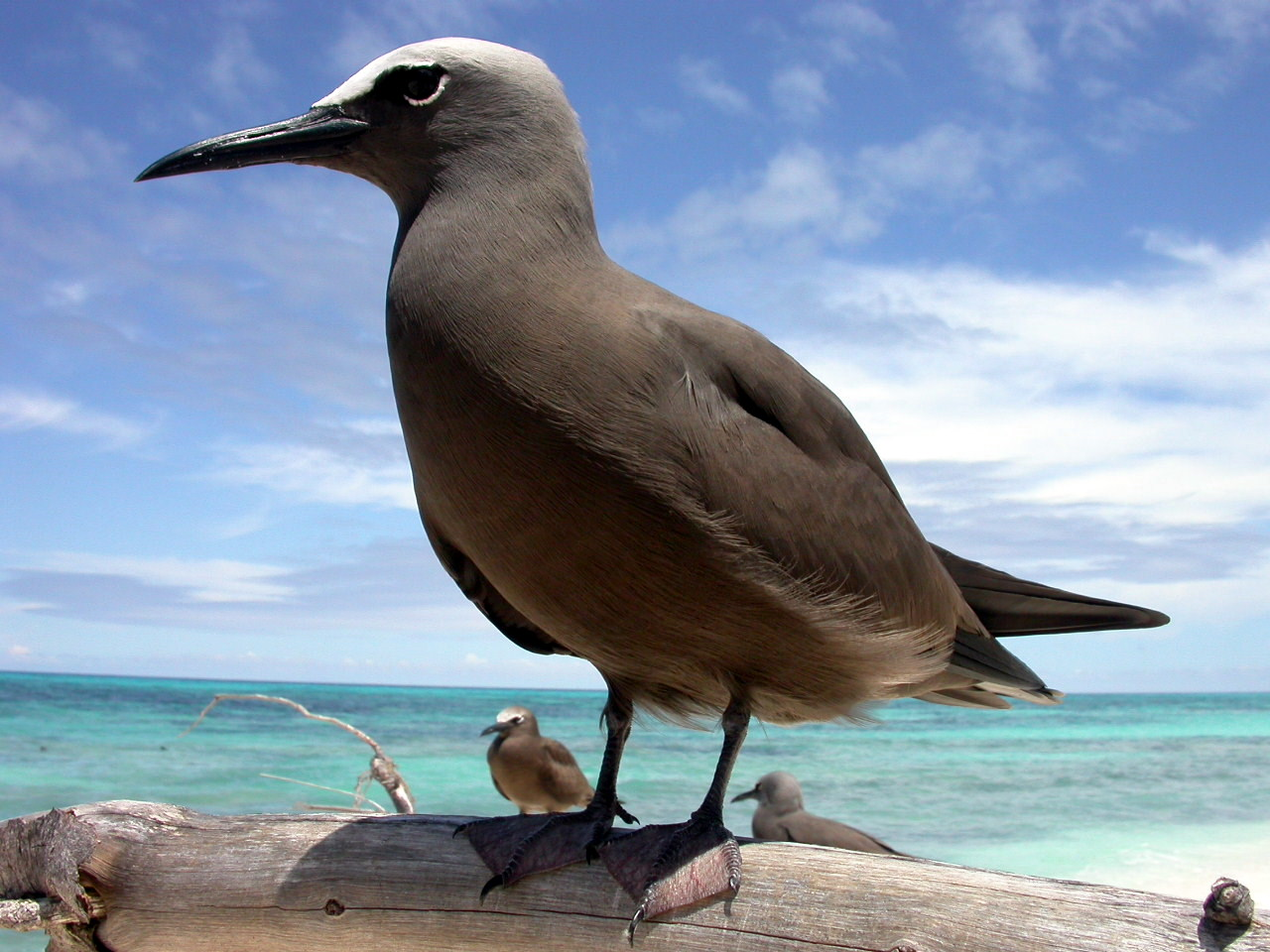
Noddi Brun sur Bird Island, Seychelles.